# Pangrapta melacleptra
Pangrapta melacleptra là một loài bướm đêm trong họ Erebidae.